# Горењи Врх при Добрничу
Горењи Врх при Добрничу (словен. Gorenji Vrh pri Dobrniču) је насељено место у општини Требње, регија Југоисточна Словенија, Словенија.

## Историја
До територијалне реорганизације у Словенији био је у саставу старе општине Требње.

## Становништво
У попису становништва из 2011. године, Горењи Врх при Добрничу је имао 45 становника.
| Број становника према пописима | Број становника према пописима | Број становника према пописима |
| ------------------------------ | ------------------------------ | ------------------------------ |
| 1991                           | 2002                           | 2011                           |
| 31                             | 37                             | 45                             |

Напомена: До 1953. исказивано под именом Горењи Врх.